# 칭다오 의과대학원
칭다오 의과대학원(青岛醫科大學院)은 중화인민공화국 산둥 성 칭다오의 공립 의과대학원이다.
원래 이 학교는 국민정부 시대 중화민국 말기였던 1939년 4월 26일을 기하여 국민정부 중화민국 산둥 성 성립 칭다오 의과대학원(國民政府 中華民國 山東省 省立 靑島醫科大學院)으로 첫 개교되어 1949년 10월 1일을 기하여 중공 인민 정부 체제가 수립된 이후로도 중화인민공화국 산둥 성 성립 칭다오 의과대학원(中華人民共和國 山東省 省立 靑島醫科大學院)으로 건재하였으며 그 후 1996년 8월 21일을 기하여 칭다오 대학교(靑島大學校)와 연대 통합하여 현재에까지 이르고 있다.

## 학교 동문
이 학교의 유명 동문으로는 의과대학 교수 겸 정치가 거쥔보 등이 있다.